# Vesselin Stoykov

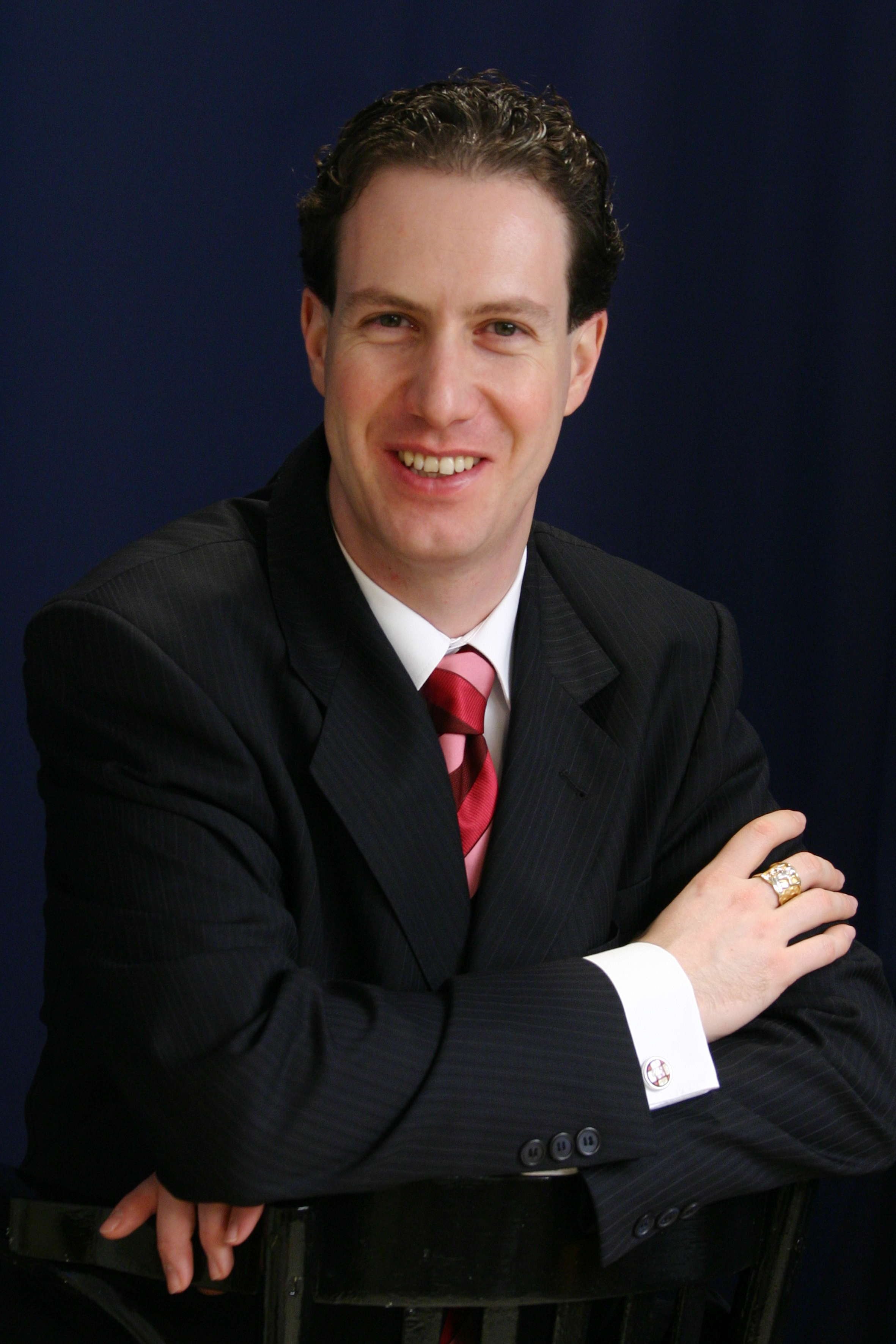
Vesselin Stoykov

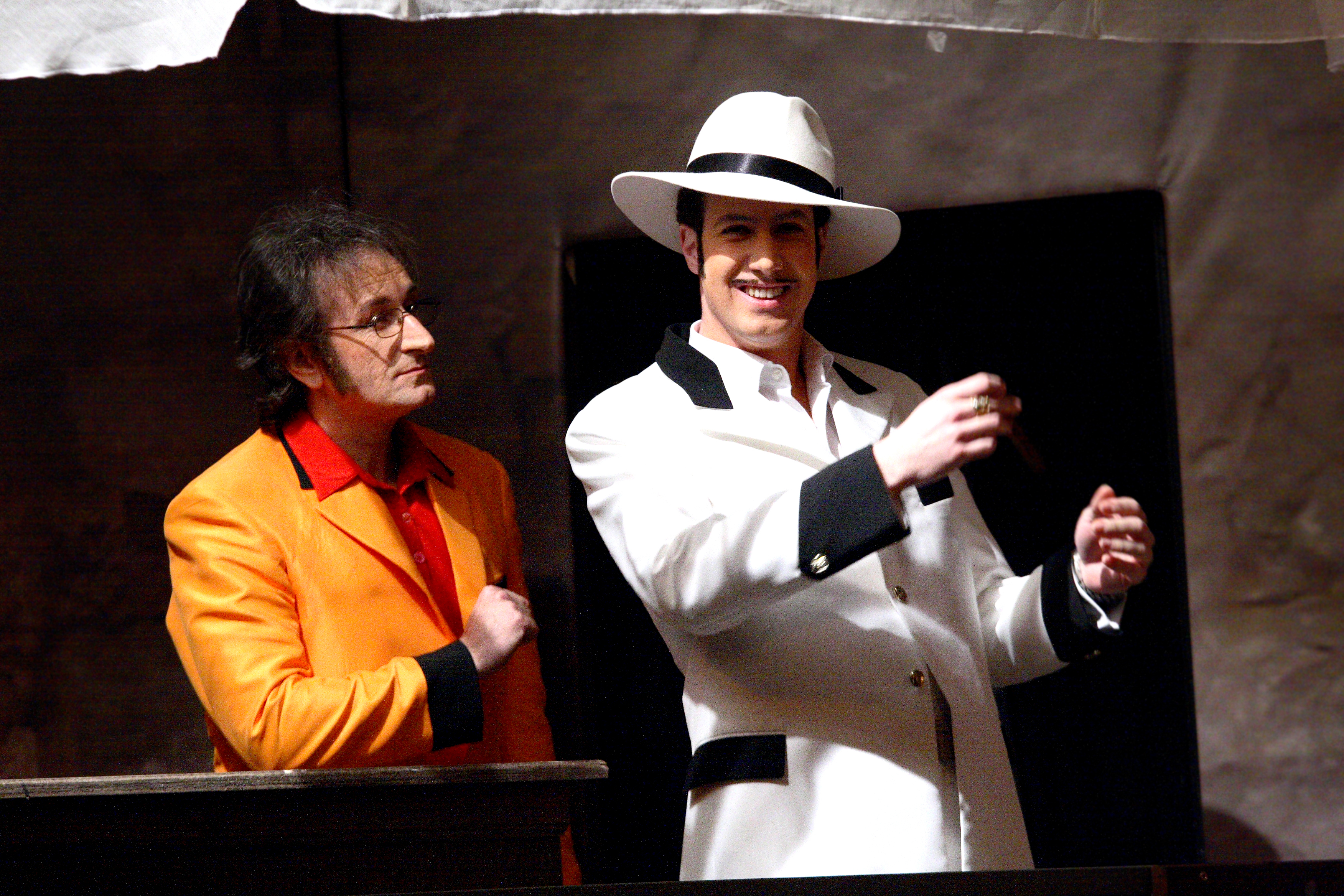
Vesselin Stoykov als Dr. Dulcamara

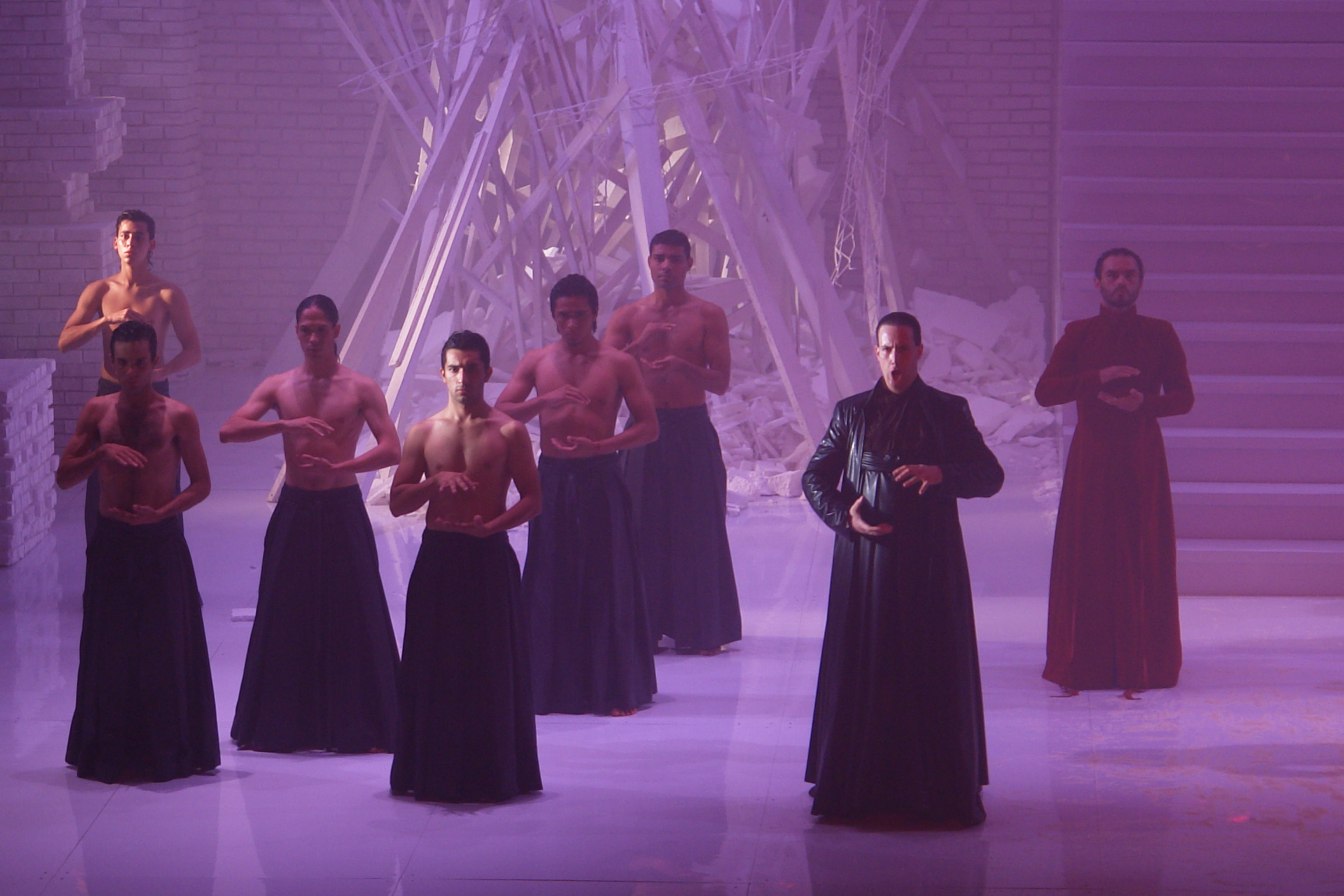
Vesselin Stoykov als Mephistophele

Vesselin Stoykov (bulgarisch Веселин Стойков, Wesselin Stojkow; * 1. November 1973 in Stara Sagora) ist ein bulgarisch-deutscher Opernsänger (Bassbariton).

## Leben
Der in Bulgarien geborene deutsche Bassbariton Vesselin Stoykov absolvierte zunächst ein Studium als Konzertgeiger, dem sich ein Gesangsstudium an der Musikakademie Sofia sowie an der Hochschule für Musik Detmold anschloss. Danach schloss er ein Magisterstudium im Fach Gesangspädagogik an der Neuen Bulgarischen Universität Sofia ab. Im März 2010 promovierte Vesselin Stoykov in den Musikwissenschaften der NBU Sofia.
Für seine gesangliche Leistungen erhielt er bei Wettbewerben zahlreiche Preise und Auszeichnungen, unter anderem in Köln (I Cestelli) und Graz (Ferruccio Tagliavini). Seit seinem Debüt als Don Basilio in Il barbiere di Siviglia (1994) an der Staatsoper Stara Sagora folgten verschiedene Gast- und Festspielengagements.
Er trat unter anderem im Wiener Konzerthaus, dem Musikhuset Stockholm, der Göteborger Philharmonie, der Musikhalle Hamburg und mit dem Sinfonieorchester des Westdeutschen Rundfunks Köln,  dem Sinfonieorchester des Norddeutschen Rundfunks Hamburg, der Philharmonie Sofia, dem Gürzenich-Orchester, der Kölner Philharmonie und der Jenaer Philharmonie auf.
Im Jahre 1997 sang er Rossinis Stabat Mater in der Musikhalle Hamburg unter der Leitung von Claus Bantzer, anschließend sang er unter der Leitung vom Lothar Zagrosek die Rollen des Komturs und Masettos in Mozarts Don Giovanni.
Zentrale Partien seines Faches erarbeitete er sich an der Kölner Oper, dem Nationaltheater San Jose, Costa Rica, dem Nationaltheater Guatemala-Stadt, dem Staatstheater Hannover, der Oper Frankfurt, der Philharmonie Sofia, dem Landestheater Detmold, dem Stadttheater Gießen, der Oper Heidelberg, der Bremer Oper, dem Stadttheater Görlitz, dem Staatstheater Schwerin, dem Stadttheater Bremerhaven und dem Stadttheater Klagenfurt – wie z. B. Don Basilio (Il barbiere di Siviglia), Colline (La Bohème), Ramphis (Aida), Sparafucile (Rigoletto), Verdis Requiem sowie Titelrollen in Le nozze die Figaro, Don Giovanni, Verdis Attila und Mendelssohns Elias.
Seit dem 1. Februar 2007 ist Vesselin Stoykov Generalintendant der Staatsoper Stara Sagora.

## Konzerte
Vesselin Stoykov ist zudem Konzert- und Oratoriensänger im In- und Ausland und auch als Gesangspädagoge tätig. Im November 2004 hat er in Tokio ein Benefizkonzert gegeben dessen Einnahmen kranken und behinderten Kindern zugunsten kam. Anlässlich des Mozartjahrs 2006 gab er im Februar und März mehrere Konzerte in Japan, u. a. in Tokio, Osaka, Yokohama und Nagoya. Im Februar 2007 folgte einen Soloabend in der Nikkei Hall Tokyo mit Schuberts Winterreise.

## Kritik
Orpheus, Attila-Kritik: „So war es dem erst 27-jährigen Vesselin Stoykov als Einzigem vorbehalten, seine Stimmbänder nicht an der Rampe zu verkaufen, sondern die Fahne des wirklich kultivierten Gesanges hochzuhalten. Es war erstaunlich, mit welchem Ausdrucksreichtum der junge Sänger die Titelpartie zu einem präsenten Charakter formen konnte. Dank seines flexiblen, elegant geführten basso cantante geriet die Traumszene zu einem Höhepunkt des Abends.“
Opernglas, Don Giovanni-Kritik: „Stellvertretend für alle sei Vesselin Stoykov genannt, der in der Titelrolle die geforderten Fassetten und Zwischentöne zeigte. Schwarz gewandet, ein ausladend großer Hut mit feinem schwarzem Federflaum geschmückt auf dem Kopf, der seine Nichtgreifbarkeit unterstrich und den er erst in seinen letzten Lebensminuten abnahm, dann ungeschützt vor dem Tod als letztem Kommunikationspartner, alles ausgereizt. Stoykovs samtene, kräftige Baritonstimme, flexibel geführt, in der Tiefe noch entwicklungsfähig, verbunden mit darstellerischem Talent und Feingefühl, war ideale Verkörperung der vielschichtigen Figur. Dass der 35-jährige Deutsch-Bulgare zugleich Generalintendant der Oper in Stara Sagora ist, die 1991 ausbrannte und nun im Wiederaufbau begriffen ist, dass er sich dieser aufreibenden Aufgabe mit Leidenschaft und sanft-bestimmt erfolgreich widmet, ist kaum zu fassen.“

## Auszeichnungen
- Premio internazionale città di Sofia 2007 (Preis für Kulturverdienste der Region Umbrien Italien)
- Goldenes Buch 2010 für Kulturverdienste als Generalintendant der Staatsoper Stara Sagora